# جون هوبكينز (كاتب)
جون هوبكينز (بالإنجليزية: John Hopkins)‏ هو كاتب سيناريو وكاتب بريطاني، ولد في 27 يناير 1931 في لندن في المملكة المتحدة، وتوفي في 23 يوليو 1998 في لوس أنجلوس في الولايات المتحدة بسبب غرق.

## وصلات خارجية
- جون هوبكينز على موقع IMDb (الإنجليزية)
- جون هوبكينز على موقع قاعدة بيانات برودواي على الإنترنت (الإنجليزية)
- جون هوبكينز على موقع قاعدة بيانات برودواي على الإنترنت (الإنجليزية)
- جون هوبكينز على موقع قاعدة بيانات الفيلم (الإنجليزية)